# Čertův hrádek (hrad, okres Blansko)
Čertův hrádek (též Olomučany) je zřícenina hradu ležícího nad údolím s řekou Svitavou u Blanska v katastru obce Olomučany. Od roku 1964 je chráněna jako kulturní památka.

## Historie

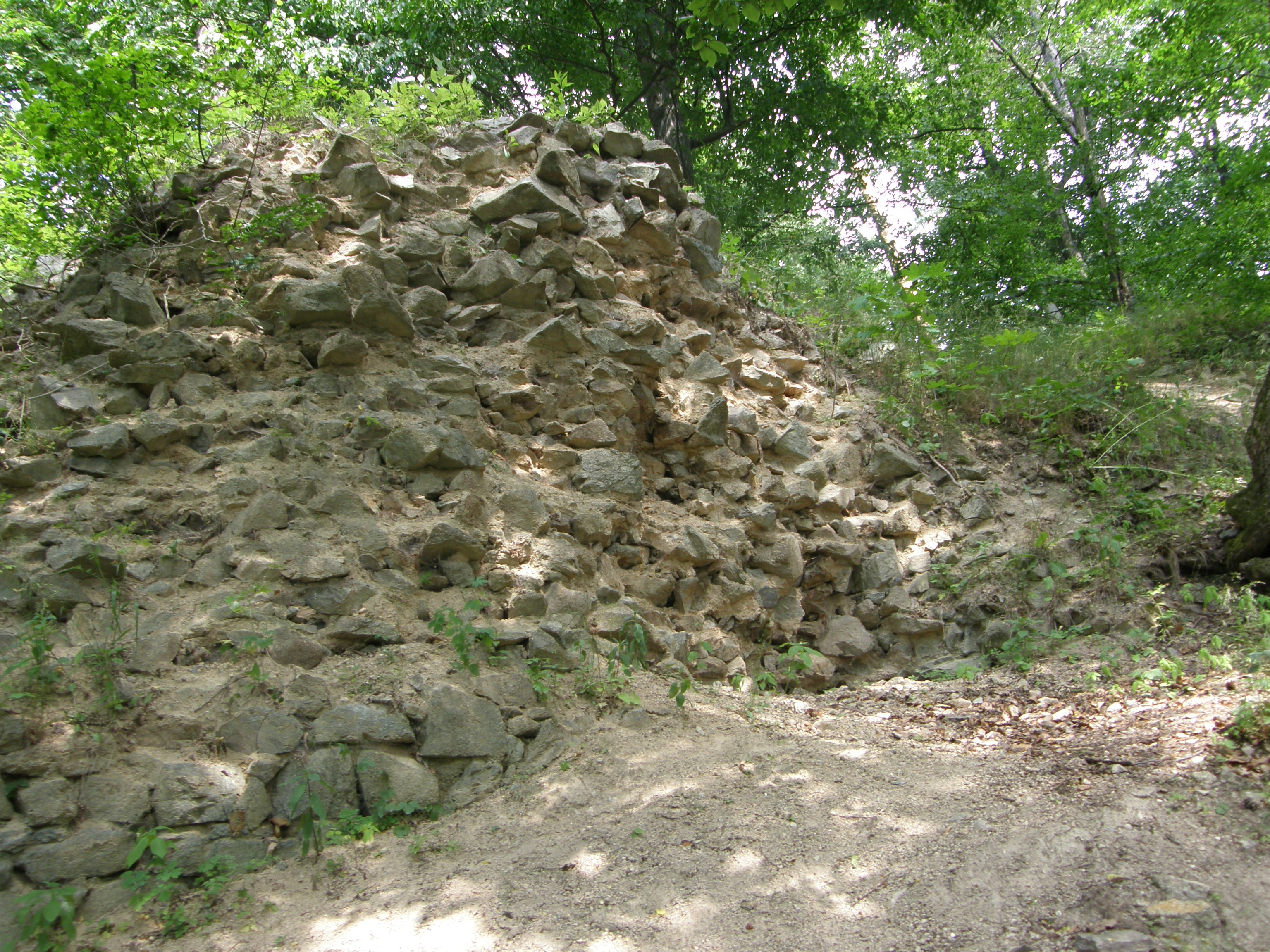
Odkrytá část nádvorní zdi

Hrad Olomučany byl vybudován v 2. polovině 13. století, což dokládají nálezy středověké keramiky. Jeho první majitelé nejsou známi. Zboží počátkem 14. století pravděpodobně získal Jindřich z Lipé, který s králem Janem Lucemburským vyměnil Žitavsko za statky na Moravě. V roce 1346 totiž při dělení jeho majetku dostali Olomučany jeho synové Jindřich, Pertold a Čeněk z Lipé. Poté byl hrad v držení Viléma z Opatovic, který jej vlastnil nejspíše v letech 1374–1391. Od roku 1406 do roku 1437 se v listinách objevuje jako majitel Jan Bidlo, který měl svoje sídlo v Otradicích.
Název tohoto hradu byl dle starší literatury odvozen buď od Hynka Suchého Čerta nebo od Jakuba Čerta z Bořitova, což je však pouze jen historicky nedoložitelná pověst. Skutečné jméno hradu je Olomučany a svůj současný název "Čertův hrádek" získal až na podkladě lidové tvořivosti. Lze předpokládat, že hrad zanikl za husitských válek či krátce předtím.

## Pověst
Podle lidových vyprávění byl hrad vybudovaný v nezvykle krátké době neznámým rytířem. Hovořilo se o tom, že je to dílo samotného ďábla, který v okolních vesnicích unášel ženy a věznil je na hradě.